# Aponogeton womersleyi
Aponogeton womersleyi là một loài thực vật có hoa trong họ Aponogetonaceae. Loài này được H.Bruggen mô tả khoa học đầu tiên năm 1970.